# Russas Atlético Clube
Russas Atlético Clube é um time de futebol da cidade de Russas (Ceará). Foi fundado em 9 de novembro de 1996. 

## Estádio
O Afagu manda seus jogos no Estádio Governador César Cals,que possui capacidade para 5000 pessoas.

## Campeonato Cearense - Primeira Divisão
| Ano  | Posição |
| 1997 | 9º      |

## Símbolos

### Uniformes
As cores do uniforme do Russas Atlético Clube é o branco e o azul celeste, sendo o 1º uniforme, é a camisa listrada vertical em azul celeste e branco, com short celeste e meiões azuis celestes.
O 2º uniforme, é composto por uma camisa branca com detalhes em azuis celestes,  com short branco e meiões brancos.

### Mascote
O Mascote do Russas Atlético Clube é o Cavalo do Baixo Jaguaribe assim conhecido pela sua fiel torcida.